# Sutki
Sutki – część wsi Przeorsk w Polsce, położona w województwie lubelskim, w powiecie tomaszowskim, w gminie Tomaszów Lubelski.
W latach 1975–1998 Sutki administracyjnie należały do województwa zamojskiego.
Wierni Kościoła rzymskokatolickiego należą do parafii Trójcy Przenajświętszej w Łaszczówce.